# Muckeltjärnen
Muckeltjärnen är en sjö i Ovanåkers kommun i Hälsingland och ingår i Ljusnans huvudavrinningsområde. Sjön är 3 meter djup, har en yta på 0,183 kvadratkilometer och befinner sig 154 meter över havet.
Muckeltjärnen ligger i Sässmanområdet Natura 2000-område.

## Delavrinningsområde
Muckeltjärnen ingår i det delavrinningsområde (680667-150210) som SMHI kallar för Utloppet av Muckeltjärn. Medelhöjden är 158 meter över havet och ytan är 1,37 kvadratkilometer. Det finns inga avrinningsområden uppströms utan avrinningsområdet är högsta punkten. Vattendraget som avvattnar avrinningsområdet har biflödesordning 3, vilket innebär att vattnet flödar genom totalt 3 vattendrag innan det når havet efter 89 kilometer. Avrinningsområdet består mestadels av öppen mark (32 procent) och jordbruk (34 procent). Avrinningsområdet har 0,18 kvadratkilometer vattenytor vilket ger det en sjöprocent på 12,8 procent. Bebyggelsen i området täcker en yta av 0,29 kvadratkilometer eller 21 procent av avrinningsområdet.